# Aldo Donati (calciatore)
Aldo Donati (Budrio, 29 settembre 1910 – Roma, 3 novembre 1984) è stato un calciatore italiano.
Vinse i Mondiali 1938 con la Nazionale italiana, anche se non disputò mai una partita ufficiale con la maglia dell'Italia, né ai Mondiali né in altre occasioni.

## Carriera
Aldo Donati ha iniziato la sua carriera nel Bologna, con cui ha esordito in Serie A a 19 anni, il 25 maggio 1930 contro il Genoa (0-1). Trascorse nei felsinei 8 anni vincendo due scudetti nel 1936 e nel 1937.
Nel 1937 fu acquistato dalla Roma in cui militò per 6 stagioni. Qui ottenne la convocazione di Pozzo per i Mondiali del 1938, vinti dall'Italia senza però che Donati scendesse in campo. Con la Roma conquistò il suo terzo scudetto, primo per la Roma, nel 1942.
Dopo la seconda guerra mondiale giocò una stagione nell'Inter con cui collezionò solo 2 presenze per poi ritirarsi nel 1946.
In totale ha disputato 203 gare in Serie A e realizzato 4 gol, tutti con la Roma.
È deceduto il 3 novembre 1984 all'età di 74 anni, ucciso a Roma da un pirata della strada.

## Statistiche

### Presenze e reti nei club
| Stagione       | Squadra        | Campionato     | Campionato | Campionato |
| Stagione       | Squadra        | Comp           | Pres       | Reti       |
| -------------- | -------------- | -------------- | ---------- | ---------- |
| 1929-1930      | Bologna        | A              | 7          | 0          |
| 1930-1931      | Bologna        | A              | 6          | 0          |
| 1931-1932      | Bologna        | A              | 5          | 0          |
| 1932-1933      | Bologna        | A              | 3          | 0          |
| 1933-1934      | Bologna        | A              | 4          | 0          |
| 1934-1935      | Bologna        | A              | 24         | 0          |
| 1935-1936      | Bologna        | A              | 7          | 0          |
| 1936-1937      | Bologna        | A              | 5          | 0          |
| Totale Bologna | Totale Bologna | Totale Bologna | 61         | 0          |
| 1937-1938      | Roma           | A              | 20         | 0          |
| 1938-1939      | Roma           | A              | 25         | 0          |
| 1939-1940      | Roma           | A              | 26         | 0          |
| 1940-1941      | Roma           | A              | 25         | 0          |
| 1941-1942      | Roma           | A              | 29         | 2          |
| 1942-1943      | Roma           | A              | 14         | 2          |
| Totale Roma    | Totale Roma    | Totale Roma    | 139        | 4          |
| 1945-1946      | Inter          | A              | 2          | 0          |
| Totale Serie A | Totale Serie A | Totale Serie A | 202        | 4          |

## Palmarès

### Club

#### Competizioni nazionali
- Campionato italiano: 3

Bologna: 1935-1936, 1936-1937
Roma: 1941-1942

#### Competizioni internazionali
- Coppa dell'Europa Centrale: 2

Bologna: 1932, 1934

### Nazionale
- Campionato mondiale: 1

Francia 1938